# David Guzmán
David Alberto Guzmán Pérez (* 18. Februar 1990 in San José) ist ein costa-ricanischer Fußballspieler.

## Karriere

### Klub
Er begann seine Karriere in der Jugend des CD Saprissa und ging hier Anfang 2009 von der U17, fest in die erste Mannschaft über. Nachdem er bis Ende 2017 hier gespielt hatte, wechselte er zur Saison 2017 in die USA zum MLS-Franchise Portland Timbers. Von dort wurde er im Mai 2019 noch einmal zu Columbus Crew getradet. Seit Anfang 2020 ist er wieder in Costa Rica, zurück bei Saprissa.

### Nationalmannschaft
Sein erster bekannter Einsatz für die Nationalmannschaft war ein 1:0-Freundschaftsspielsieg über die Schweiz am 1. Juni 2010. Nach weiteren Einsätzen bei Freundschafts- als auch Qualifikationsspielen, war sein erstes Turnier die Copa 2011, wo er es mit seiner Mannschaft jedoch nicht über die Gruppenphase hinausschaffte. Nach dem Turnier bekam er nur noch einen einzigen Einsatz und dann über vier Jahre keinen einzigen mehr.
Ab März 2015 wurde er dann wieder vermehrt bei Freundschaftsspielen eingesetzt und bekam anschließend auch Einsätze beim Gold Cup 2015. Weiter ging es danach mit der Qualifikation für die Weltmeisterschaft 2018, sowie dem Gold Cup 2017. Nach der erfolgreichen Qualifikation stand er schließlich auch mit seiner Mannschaft in der Endrunde der Weltmeisterschaft 2018 und kam hier auch in jeder Partie des Teams zum Einsatz.
Nach einigen wenigen Einsätzen im Jahr 2019 und 2020, ging es für ihn weiter mit dem Gold Cup 2021, sowie Spielen der Qualifikation für die Weltmeisterschaft 2022 im September 2021.